# Onosma alboroseum
Onosma alboroseum är en strävbladig växtart som beskrevs av Fisch. och C. A. Mey. Onosma alboroseum ingår i släktet Onosma och familjen strävbladiga växter. Inga underarter finns listade i Catalogue of Life.